# Justin de Selves

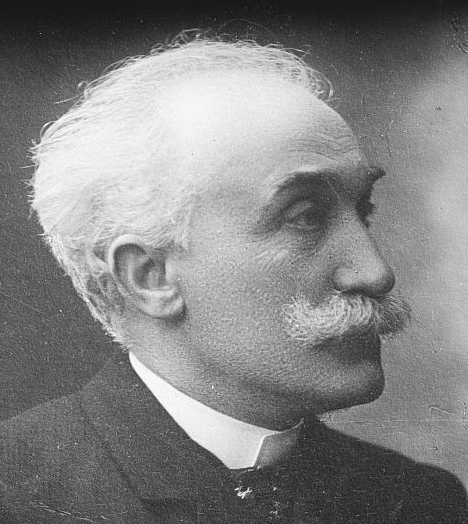
Justin de Selves

Justin Germain Casimir de Selves (* 19. Juli 1848 in Toulouse; † 13. Januar 1934 in Paris) war ein französischer leitender Beamter und Politiker in der Dritten Republik. Im Lauf seiner Karriere war er unter anderem Präfekt des Départements Seine, Außen- und Innenminister sowie Präsident des französischen Senats.

## Leben und Wirken

### Frühe Jahre
Justin de Selves besuchte das Collège in Montauban (Département Tarn-et-Garonne) und das Lycée in Algier. Im Deutsch-Französischen Krieg von 1870 bis 1871 diente er zunächst als Oberleutnant. Nach der Beförderung zum Hauptmann wurde er in die Direktion der Verwaltung des Kriegsministeriums in Tours berufen, in dem sein Onkel Charles de Freycinet Staatssekretär war.
Nach der Promotion zum Doktor der Rechte wurde er Rechtsanwalt in Montauban und wurde dort von seinen Amtskollegen zum Bâtonnier, d. h. zum Vorsitzenden der Anwaltskammer, gewählt. Zudem wurde er in den Stadtrat von Montauban gewählt.

### 1880 bis 1911: Hoher Verwaltungsbeamter

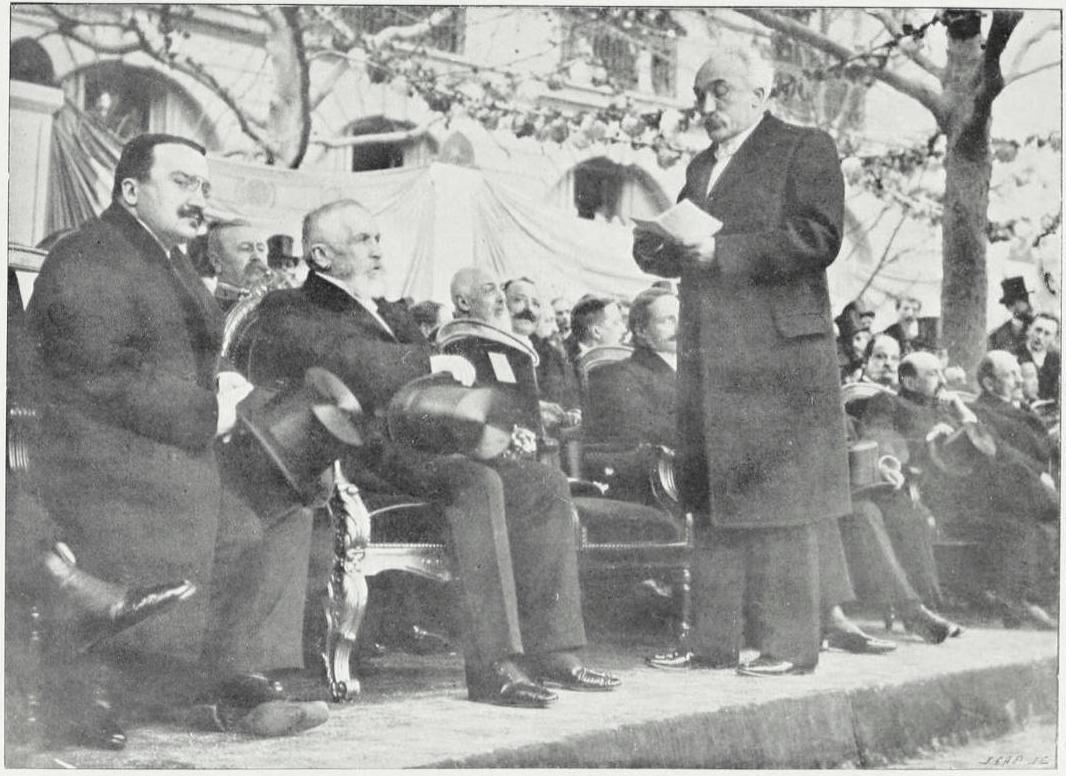
Justin de Selves (stehend) im Februar 1902 in Paris, Place Victor Hugo, bei der Einweihung des Hugo-Denkmals (1943 eingeschmolzen)

Im Jahr 1880 wurde er zum ersten Mal zum Präfekten ernannt, und zwar für das Département Tarn-et-Garonne. In der Folge bekleidete er dieses Amt für die Départements Oise (ab 1882), Meurthe-et-Moselle (ab 1884) und Gironde (ab 1885). Im Jahr 1890 wurde er Generaldirektor der französischen Post (Postes et télégraphes) und vertrat Frankreich auf dem Weltpostkongress 1891 in Wien.
Am 23. April 1896 ernannte ihn die Regierung Méline als Nachfolger von Eugène Poubelle zum Präfekten des Départements Seine, d. h. von Paris und Umgebung. In diesem Amt verblieb er 15 Jahre lang unter zahlreichen Regierungen und arbeitete mit wechselnden Mehrheiten im Pariser Stadtrat. In seiner Amtszeit erbrachte er wesentliche Leistungen in zahlreichen Bereichen, darunter bei der Entwicklung des öffentlichen Personennahverkehrs (Metro, Straßenbahn) und der Lizenzvergabe für die öffentliche Strom- und Wasserversorgung.
Auch im Bereich der Verwaltung des Kulturerbes und der öffentlichen Kunstsammlungen leistete de Selves wesentliche Beiträge. So gründete er die Commission du Vieux Paris und trug maßgeblich zum Entstehen der Kunstsammlung des Petit Palais bei.

### 1909 bis 1926: Senator und Minister
Am 3. Januar 1909 wurde de Selves für das Département Tarn-et-Garonne in den Senat gewählt. Auch als Senator war er weiterhin Präfekt des Départements Seine. 1910 wurde er Mitglied in der Académie des Beaux-Arts.
Am 27. Juni 1911 wurde er Außenminister in der Regierung von Joseph Caillaux. Zugunsten dieses Amtes hatte er dasjenige des Präfekten aufgegeben. Unmittelbar nach seinem Amtsantritt brach die zweite Marokkokrise aus. Im Verlauf der Verhandlungen mit dem Deutschen Reich zu deren Lösung begann Cailloux Gespräche mit der deutschen Seite, von denen er de Selves nicht in Kenntnis setzte. Als dieser dennoch davon erfahren und sich bei Staatspräsident Armand Fallières und bei Georges Clemenceau darüber beklagt hatte, ließ Clemenceau es im Senat zum Eklat kommen, was zum Rücktritt von de Selves am 9. Januar 1912 und letztlich, zwei Tage später, zum Sturz der Regierung Caillaux führte.
Von seinem Rücktritt als Außenminister 1912 an bis zum Jahr 1924 war de Selves wiederum Senator. Zeitweise stand er der außenpolitischen Kommission der Kammer vor, insbesondere im Jahr 1919 bei der Ratifizierung des Friedensvertrags von Versailles.
Am 29. März 1924 wurde er Innenminister im Kabinett Poincaré II und blieb auch in der extrem kurzlebigen Übergangsregierung von Poincarés Nachfolger Frédéric François-Marsal vom 9. bis zum 13. Juni 1924 im Amt.
Am 19. Juni desselben Jahres wurde er zum Präsidenten des Senats gewählt. In dieser Funktion stand er der Kammer vor, bis er bei den Senatswahlen Anfang Januar 1927 im zweiten Wahlgang gegen Roger Delthil scheiterte und damit aus dem Parlament ausschied.
1906 wurde er mit dem Großkreuz der Ehrenlegion ausgezeichnet; ferner war er Träger des russischen Annenordens und des Royal Victorian Order.